# Круз, Том
Том Круз (англ. Tom Cruise; полное имя — То́мас Круз Мапотер IV (англ. Tom Cruise Mapother IV); род. 3 июля 1962, Сиракьюс, Нью-Йорк, США) — американский актёр, кинорежиссёр, сценарист и кинопродюсер. Трёхкратный обладатель премии «Золотой глобус» (1990, 1997, 2000), двукратный обладатель премии «Сатурн» (2002, 2022) и четырёхкратный номинант на премию «Оскар».
Вершиной его актёрского мастерства критики считают роль в драме «Магнолия», отмеченную множеством наград. Помимо этого, Круз известен как звезда боевиков и исполнитель сложных каскадёрских трюков, он сыграл главные роли в серии фильмов «Миссия невыполнима», фильмах «Лучший стрелок» и «Топ Ган: Мэверик» и других.

## Биография

### Ранние годы
Родился 3 июля 1962 года в Сиракьюс, штат Нью-Йорк, в семье инженера-электрика Томаса Круза Мапотера III (1934―1984) и учителя-дефектолога, Мэри Ли (урожденная Пфайффер; 1936―2017). Его родители были родом из Луисвилла, штат Кентукки, и имели английское, немецкое и ирландское происхождение. Том — третий ребёнок в семье, у него есть три сестры: Ли Энн, Мариан и Касс. Ли Энн (англ. Lee Anne Devette) сейчас скрывается от популярности брата в Океании. Один из его кузенов, актёр Уильям Мэйпотер, снялся вместе с ним в пяти фильмах. В поисках работы семья часто переезжала, что стало одной из причин трудного детства актёра. Когда Тому было 12 лет, его родители развелись. Позже в интервью Круз называл своего отца хулиганом и трусом, который избивал своих детей. В 1978 году Мэри Ли вышла замуж за Джека Саута. К 14 годам Том сменил 15 школ в США и Канаде. Окончательно его семья осела в Глен Ридж, штат Нью-Джерси. В детстве у него были кривые, неправильно растущие зубы. Круз вырос в нищете и был воспитан католиком.
Впервые Том занялся драматургией в четвёртом классе под руководством Джорджа Штейнбурга. Вместе с шестью другими ребятами он поставил импровизированную пьесу под музыку, названную «IT» на театральном фестивале начальной школы Карлтона. Том получал церковную стипендию и посещал францисканскую семинарию в Цинциннати, штат Огайо. Сперва он стремился стать священником, но потом заинтересовался актёрским мастерством:24–26. В выпускном классе средней школы он играл в футбол за университетскую команду в качестве полузащитника, но был исключен из команды после того, как его поймали за распитием пива перед игрой. Он продолжал играть в школьных постановках, включая мюзикл «Парни и куколки». В 1980 году Том окончил среднюю школу Глен-Риджа в Нью-Джерси.

## Карьера
В возрасте 18 лет с благословения матери и отчима Круз переехал в Нью-Йорк для того, чтобы стать профессиональным актёром. После работы помощником официанта в Нью-Йорке он отправился в Лос-Анджелес, чтобы попробовать себя в телевизионных ролях. Он подписал контракт с агентством CAA и начал сниматься в кино. Дебютом для него стала небольшая роль в фильме «Бесконечная любовь» (1981). Свою первую главную роль, которая принесла ему известность, он получил в фильме «Рискованный бизнес» (1983). Круз также сыграл главную роль в фильме Ридли Скотта «Легенда», вышедшем в 1985 году. К 1986 году фильм «Лучший стрелок» закрепил его статус суперзвезды.

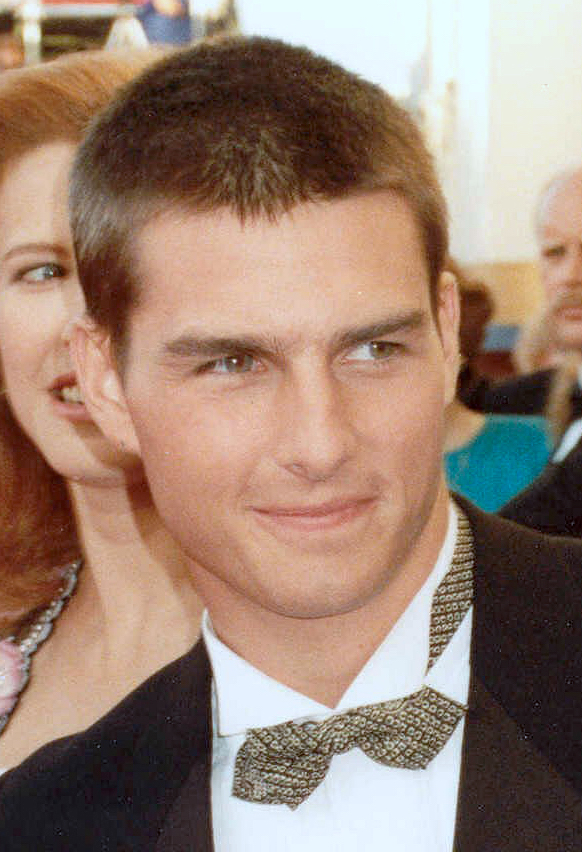
Том Круз на церемонии вручения премии «Оскар» 1989 года

Затем последовала главная роль в драме «Цвет денег», который вышел в том же году. В 1988 году Том снялся в фильме «Коктейль», который принес ему номинацию на премию Золотая малина. Позже в том же году он снялся вместе с Дастином Хоффманом в фильме «Человек дождя», который получил премию Оскар за лучший фильм и премию кинокритиков Канзас-Сити за лучшую мужскую роль второго плана. Круз сыграл реального парализованного ветерана Вьетнамской войны Рона Ковика в 1989 году в драме «Рожденный четвертого июля», которая принесла ему премию Золотой глобус за лучшую мужскую роль, премию Чикагской ассоциации кинокритиков за лучшую мужскую роль, премию People’s Choice Awards за любимого киноактера, номинацию на премию BAFTA за лучшую мужскую роль и первую номинацию на премию Оскар за лучшую мужскую роль.
В 1990 году на экраны выходит картина «Дни грома» с Крузом в главной роли, а в 1992 году ― и драма «Далеко-далеко». Триллер «Фирма» также имел хорошую критику и коммерческий успех. В 1994 году Том сыграл вампира Лестата де Лионкура в готической драме «Интервью с вампиром», основанной на бестселлере Энн Райс. Фильм был хорошо принят как критиками, так и зрителями, хотя Райс изначально была недовольна выбором Круза на главную роль, так как хотела видеть актёра Джулиана Сэндза на его месте. Однако, посмотрев фильм, она заплатила 7 740 долларов за статью в журнале Daily Variety, восхваляющую его игру и извинилась за свои сомнения в нём.
В 1996 году Круз появился в роли супершпиона Итана Ханта в детективе «Миссия невыполнима», который он сам спродюсировал. Фильм имел кассовый успех. В том же году он сыграл главную роль в фильме Джерри Магуайер, за которую получил Золотой глобус и вторую номинацию на премию Оскар. В 1999 году Круз снялся в эротическом фильме Стэнли Кубрика «С широко закрытыми глазами» и сыграл роль оратора Фрэнка Ти Джея Макки в драме «Магнолия», за что получил ещё один Золотой глобус и номинацию на премию Оскар.
В 2000 году Круз вернулся в роли Итана Ханта в фильме «Миссия невыполнима 2». Фильм был снят гонконгским режиссёром Джоном Ву и собрал почти 547 миллионов долларов в прокате. Как и его предшественник, он стал самым кассовым фильмом года и получил неоднозначный критический прием. Круз получил премию MTV Movie Award за лучшую мужскую роль.

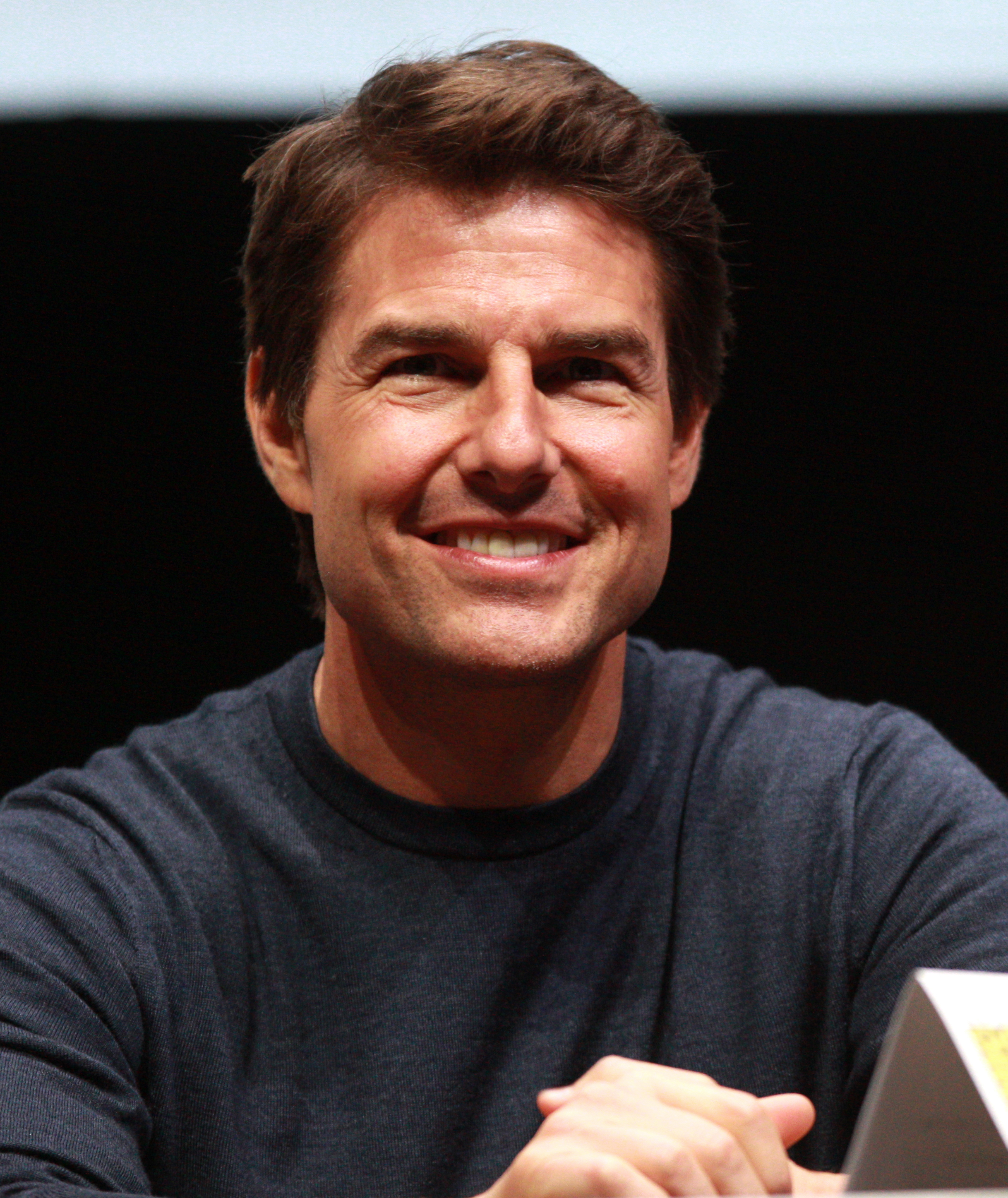
Круз на San Diego Comic Con в 2013 году

Следующие пять его фильмов были очень хорошо приняты и коммерчески успешны. В 2001 году Круз снялся в романтическом триллере «Ванильное небо», а в 2002 году ― в научно-фантастическом боевике «Особое мнение».
В 2003 году он снялся в остросюжетной драме Эдварда Цвика «Последний самурай», за которую получил номинацию на Золотой глобус за лучшую мужскую роль. В 2004 году Круз получил признание критиков за роль Винсента в фильме «Соучастник» режиссёра Майкла Манна. В 2005 году Круз снова работал со Стивеном Спилбергом в фильме «Война миров», свободной экранизации одноимённого романа Герберта Уэллса, который стал четвёртым самым кассовым фильмом года, собрав 592 миллиона долларов по всему миру. Также в 2005 году он получил премию People’s Choice Award в категории «Мужчина-суперзвезда» и премию MTV Generation Award. В ноябре того же года вышла серия «Застрявший в чулане» мультсериала «Южный парк», высмеивающая Церковь саентологии, Тома Круза и Джона Траволту. Телеканал Comedy Central отменил повторный показ серии 15 марта 2006 года в последний момент (хотя с тех пор серия всё же была показана неоднократно). Предположительно, Том Круз угрожал компании Paramount отказом от съёмок в фильме «Миссия невыполнима 3» в случае повторного показа эпизода (у Paramount и Comedy Central общий хозяин — Viacom). Представители Paramount и Круза отрицают эти догадки, но газета «The Independent» пишет, что «никто не верит ни единому их слову».
В 2006 году Круз вернулся к своей роли Итана Ханта в фильме «Миссия невыполнима 3». Он получил положительные отзывы критиков и собрал в прокате почти 400 миллионов долларов. В 2007 году Круз сыграл роль второго плана в фильме «Львы для ягнят». За этим последовало его появление в роли Леса Гроссмана в комедии «Солдаты неудачи» с Беном Стиллером, Джеком Блэком и Робертом Дауни-младшим. Последняя принесла Крузу номинацию на Золотой глобус. Он также сыграл главную роль в историческом триллере Операция «Валькирия», вышедшем 25 декабря 2008 года.

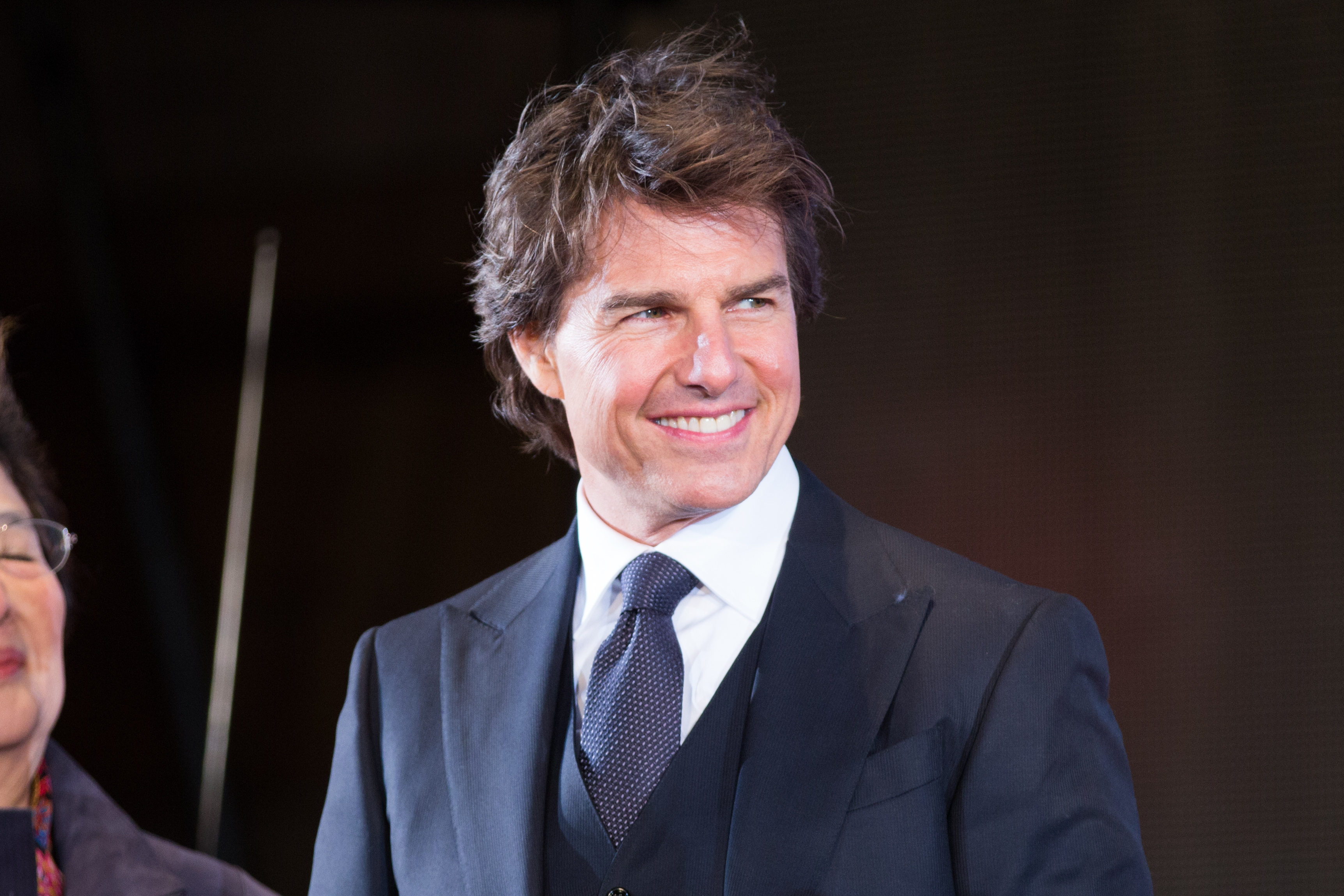
Круз в Японии на премьеры фильма «Джек Ричер 2: Никогда не возвращайся», 2016 год

В марте 2010 года Том завершил съёмки остросюжетной комедии «Рыцарь дня», она была выпущена 23 июня 2010 года. 9 февраля 2010 года Круз подтвердил, что снимется в фильме «Миссия невыполнима: Протокол Фантом», четвёртой части серии «Миссия невыполнима». Фильм был выпущен в декабре 2011 года, был одобрен критиками и получил кассовый успех. Без учёта инфляции цен на билеты это был самый большой коммерческий успех Круза на тот момент.
6 мая 2011 года он был награждён гуманитарной премией Центра Симона Визенталя и Музея толерантности за свою работу в качестве преданного филантропа. В середине 2011 года Круз приступил к съёмкам фильма «Рок на века», в котором сыграл персонажа Стейси Джакс. Фильм был выпущен в июне 2012 года.
Круз снялся в роли Джека Ричера в экранизации романа британского писателя Ли Чайлда «Выстрел» 2005 года. Фильм вышел в прокат 21 декабря 2012 года. Он получил положительные отзывы критиков и имел кассовый успех, собрав 217 миллионов долларов по всему миру. В 2013 году он снялся в научно-фантастическом фильме «Обливион» по одноимённому роману режиссёра Джозефа Косински. Фильм получил смешанные отзывы и собрал в мировом прокате 286 миллионов долларов. В нём также снялись Морган Фримен и Ольга Куриленко. В 2014 году Круз снялся в научно-фантастическом боевике «Грань будущего», который получил положительные отзывы и собрал в прокате более 370 миллионов долларов.
В 2015 году он вернулся в роли Итана Ханта в пятой части серии «Миссия невыполнима: Племя изгоев», которую он также спродюсировал. Фильм получил высокую оценку критиков и имел коммерческий успех.
Круз снялся в фильме ужасов «Мумия». Он получил отрицательные отзывы и провалился в прокате. В 2018 году Круз снова повторил Итана Ханта в фильме «Миссия невыполнима: Последствия». Он был хорошо принят критиками и собрал в прокате более 791 миллиона долларов. Без учёта инфляции цен на билеты это самый большой коммерческий успех Круза на сегодняшний день.
Он был номинирован на семь премий Сатурн в период с 2002 по 2009 год, выиграв один раз. Девять из десяти фильмов, в которых он снялся в течение десятилетия, собрали в прокате более 100 миллионов долларов.
В 2021 году Круз вернул Голливудской ассоциации иностранной прессы все три «Золотых глобуса», выразив этим несогласие с политикой организаторов премии.
В октябре 2022 года компания Universal Filmed Entertainment заявилa о создании кинематографического проекта с Томом Крузом в главной роли. Большинство сцен в фильме, название которого пока неизвестно, будет снято на Земле, однако Круз также планирует отправиться на Международную космическую станцию (МКС). Актёр совершит выход в открытый космос ради съёмок в новом фильме.
В январе 2023 года подписал договор с Warner Bros. Pictures по созданию и продюсированию оригинальных фильмов и франшиз. 
4 июня 2025 года актёр был включён в Книгу рекордов Гиннесса за самое большое число прыжков с подожжённым парашютом, совершённых одним человеком. На съёмках картины «Миссия невыполнима: Финальная расплата» Круз выполнил этот трюк 16 раз, чтобы получить лучший дубль, который вошёл в итоговую версию фильма. Ранее в Книге рекордов Гиннесса был зафиксирован рекорд артиста по участию в самой длинной киносерии из тех, что собирали более 100 млн миллионов долларов в прокате – «Миссия невыполнима».

## Личная жизнь

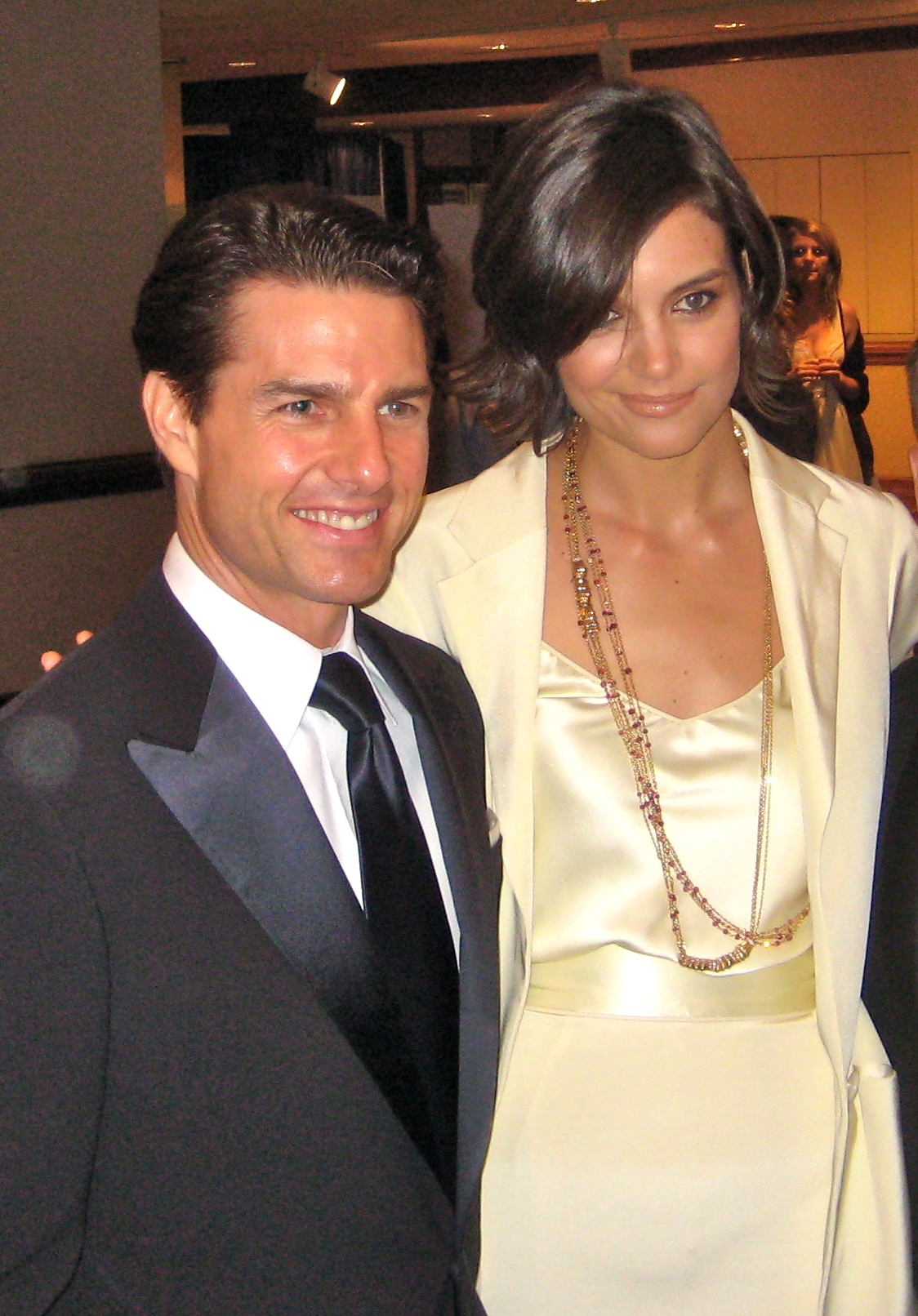
Том Круз и Кэти Холмс в мае 2009 года

- Первая жена (1987—1990) Мими Роджерс.
- Вторая жена (1990—2001) Николь Кидман.
  - двое приёмных детей: дочь Изабелла Джейн и сын Коннор Энтони.
- Третья жена (2006—2012) Кэти Холмс — официально разведены в августе 2012 года[58].
  - дочь Сури Круз (род. 18 апреля 2006).

После брака с Мими Роджерс Круз женился на актрисе Николь Кидман. Встретившись на съёмках фильма «Дни грома» в 1990 году, они в канун Рождества того же года зарегистрировали свои отношения. На их счету 3 совместные картины: «Дни грома», «Далеко-далеко» и «С широко закрытыми глазами».
Семья Круза и Кидман распалась в 2001 году после 9 лет и 11 месяцев совместной жизни. От этого брака у Круза осталось двое приёмных детей: дочь Изабелла Джейн и сын Коннор Энтони.
На съёмках фильма «Ванильное небо» завязался роман Тома Круза и Пенелопы Крус, что послужило причиной расставания с Кидман. Весной 2004 года было объявлено о расставании Круза и Крус.
23 мая 2005 года Круз побывал на шоу Опры Уинфри. Там он бурно выражал свои чувства к новой подружке, молодой актрисе Кэти Холмс. Том «прыгал по площадке, запрыгнул на диван, падал на одно колено». Этот инцидент получил большую известность и стал предметом пародий, в том числе — в фильме «Очень страшное кино 4».
В ноябре 2006 года Круз женился на Кэти Холмс. Свадьба прошла в Италии, а за полгода до неё, 18 апреля 2006 года, у пары родилась дочь Сури.
Журналист Эндрю Мортон заявил о своих сомнениях относительно отцовства Круза. В его биографии, вышедшей в 2007 году (Tom Cruise: An Unauthorized Biography), утверждается, что по словам членов Морской организации (подразделения Церкви саентологии) Сури — не дочь Круза, она была зачата с помощью специально сохранённой спермы основателя саентологии Рона Хаббарда. Том Круз отрицает эти заявления и судится с автором.
29 июня 2012 года Кэти Холмс неожиданно для мужа подала на развод и потребовала для себя полной опеки над дочерью. Она также заявила, что отказывается от сайентологических убеждений и «теперь решила воспитывать Сури в католической вере и уже отправила её в частную католическую школу на Манхэттене».
В 2015 году появилась информация, что актёр вновь готовится жениться — на этот раз на личной ассистентке Эмили Томас, которая моложе его на 31 год. Они познакомились в 2014 — тогда Томас стала помощницей Круза на время съёмок в фильме «Миссия невыполнима: Племя изгоев».

## Увлечения
Круз является фанатом автоспорта. Его можно часто увидеть на гоночных машинах и спортивных мотоциклах, как в фильмах, так и в жизни. В гараже самого Тома Круза находится мотоцикл Ducati 999R. Кроме того, актёр приобрёл себе гоночный мотоцикл Vyrus 985C3 4V ручной сборки. В июне 2004 года перед съёмками в фильме «Миссия невыполнима 3» актёр проходил специальный курс по вождению мотоциклов в мотошколе California Superbike School Кейта Коуда, своего друга и тренера по мотоспорту. 15 августа 2011 года актёр принял участие в промо кампании гоночной команды Red Bull, пилотируя болид «Формулы-1» на трассе Willow Springs в Калифорнии. Также Том Круз — амбидекстр.

## Саентология и отношение к психиатрии
Круз является открытым последователем Церкви саентологии и активно участвует в её социальных программах. Он стал саентологом в 1990 году, когда его бывшая жена Мими Роджерс познакомила его с учением Хаббарда. В 2005 году Круз публично заявил, что саентология, а особенно технология обучения Хаббарда, помогли ему преодолеть дислексию, которая беспокоила его с детства. В дополнение к различным программам, которые привлекают людей к саентологии, Круз проводит кампанию за признание саентологии в Европе. Круз стал соучредителем проекта и внёс средства для предоставления программы «Очищение» работникам и спасателям, участвовавшим в ликвидации последствий террористического нападения 11 сентября в Нью-Йорке. Программа проводилась на базе клиники Downtown Medical, и через неё прошло более 800 пожарных и других работников государственных служб. За эту активную работу в 2004 году нынешний руководитель Церкви саентологии Дэвид Мицкевич наградил Круза медалью Свободы. Газета «Коммерсантъ» в 2013 году назвала Круза «Геббельсом от саентологии».
В январе 2004 года Том Круз сказал: «Я думаю, что психиатрия должна быть объявлена вне закона». В интервью программе Entertainment Weekly Круз назвал психиатрию «нацистской наукой». Открытый спор возник в 2005 году после того, как он открыто раскритиковал актрису Брук Шилдс за приём антидепрессанта Paxil (Пароксетин), прописанного ей для лечения от послеродовой депрессии. Круз утверждал, что понятия «химический дисбаланс» не существует, и что психиатрия является псевдонаукой. Шилдс ответила Крузу, что он «должен спасать мир от инопланетян и позволять женщинам, которые испытывают послеродовую депрессию, самим решать, какие варианты лечения для них лучше». Это вызвало горячий спор между Крузом и ведущим канала NBC Мэттом Лауэром 24 июня 2005 года. Несколько позже Круз лично извинился перед Шилдс за свою критику.
В вышедшем в 2014 году на канале HBO документальном фильме Алекса Гибни «Наваждение» отмечается, что Том Круз дружил с лидером сайентологов Дэвидом Мицкевичем, но отношения испортились после того, как Круз начал отношения с Николь Кидман, поскольку саентологи невзлюбили актрису из-за того, что её отец является психологом и оказывал влияние на Тома. После того, как удалось повлиять на разрыв отношений Круза с Кидман, саентологи поручили актрисе Назанин Бониади завязать отношения с актёром, которые через некоторое время испортились. Актёр играет активную роль в работе мультимедийной группы Scientology Media Productions, создающейся сейчас Церковью саентологии.
В 2023 году в СМИ появилась информация, что Круз охладел к саентологии и уже три года не посещал церковь. Сам актёр официально это не комментировал.

## Фильмография

### Актёрские работы
| Год  |     | Русское название                               | Оригинальное название                     | Роль                               |
| ---- | --- | ---------------------------------------------- | ----------------------------------------- | ---------------------------------- |
| 1981 | ф   | Бесконечная любовь                             | Endless Love                              | Билли                              |
| 1981 | ф   | Отбой                                          | Taps                                      | Дэвид Шоун, кадет                  |
| 1983 | ф   | Изгои                                          | The Outsiders                             | Стив Рэндл                         |
| 1983 | ф   | Теряя это                                      | Losin' It                                 | Вуди                               |
| 1983 | ф   | Рискованный бизнес                             | Risky Business                            | Джоэл Гудсен                       |
| 1983 | ф   | Все верные ходы                                | All the Right Moves                       | Стефан Джорджевик                  |
| 1985 | ф   | Легенда                                        | Legend                                    | Джек О’Грин                        |
| 1986 | ф   | Лучший стрелок                                 | Top Gun                                   | Питер «Мэверик» Митчелл, лейтенант |
| 1986 | ф   | Цвет денег                                     | The Color of Money                        | Винсент Лауриа                     |
| 1988 | ф   | Коктейль                                       | Cocktail                                  | Брайан Флэнаган                    |
| 1988 | ф   | Человек дождя                                  | Rain Man                                  | Чарли Бэббит                       |
| 1989 | ф   | Рождённый четвёртого июля                      | Born on the Fourth of July                | Рон Ковик                          |
| 1990 | ф   | Дни грома                                      | Days of Thunder                           | Коул Трикли                        |
| 1992 | ф   | Далеко-далеко                                  | Far and Away                              | Джозеф Донелли                     |
| 1992 | ф   | Несколько хороших парней                       | A Few Good Men                            | Дэниэл Каффи, лейтенант            |
| 1993 | ф   | Фирма                                          | The Firm                                  | Митч МакДир                        |
| 1994 | ф   | Интервью с вампиром                            | Interview with the Vampire                | Лестат де Лионкур                  |
| 1996 | ф   | Миссия невыполнима                             | Mission: Impossible                       | Итан Хант                          |
| 1996 | ф   | Джерри Магуайер                                | Jerry Maguire                             | Джерри Магуайер                    |
| 1999 | ф   | С широко закрытыми глазами                     | Eyes Wide Shut                            | доктор Уильям Харфорд              |
| 1999 | ф   | Магнолия                                       | Magnolia                                  | Фрэнк Макки мл.                    |
| 2000 | ф   | Миссия невыполнима 2                           | Mission: Impossible II                    | Итан Хант                          |
| 2001 | док | Стэнли Кубрик: Жизнь в кино                    | Stanley Kubrick: A Life in Pictures       | рассказчик                         |
| 2001 | ф   | Ванильное небо                                 | Vanilla Sky                               | Дэвид Эймс                         |
| 2002 | док | Космическая станция 3D                         | Space Station 3D                          | рассказчик                         |
| 2002 | ф   | Особое мнение                                  | Minority Report                           | Джон Эндертон                      |
| 2002 | ф   | Остин Пауэрс: Голдмембер                       | Austin Powers in Goldmember               | камео                              |
| 2003 | ф   | Последний самурай                              | The Last Samurai                          | капитан Нейтан Олгрен              |
| 2004 | ф   | Соучастник                                     | Collateral                                | Винсент                            |
| 2005 | ф   | Война миров                                    | War of the Worlds                         | Рэй Фэрриер                        |
| 2006 | ф   | Миссия невыполнима 3                           | Mission: Impossible III                   | Итан Хант                          |
| 2007 | ф   | Львы для ягнят                                 | Lions for Lambs                           | сенатор Джаспер Ирвинг             |
| 2008 | ф   | Солдаты неудачи                                | Tropic Thunder                            | Лес Гроссман                       |
| 2008 | ф   | Операция «Валькирия»                           | Valkyrie                                  | Клаус фон Штауффенберг             |
| 2010 | ф   | Рыцарь дня                                     | Knight & Day                              | Рой Миллер                         |
| 2011 | ф   | Миссия невыполнима: Протокол Фантом            | Mission: Impossible — Ghost Protocol      | Итан Хант                          |
| 2012 | ф   | Рок на века                                    | Rock of Ages                              | Стейси Джекс                       |
| 2012 | ф   | Джек Ричер                                     | Jack Reacher                              | Джек Ричер                         |
| 2013 | ф   | Обливион                                       | Oblivion                                  | Джек Харпер                        |
| 2014 | ф   | Грань будущего                                 | Edge of Tomorrow                          | майор Билл Кейдж                   |
| 2015 | ф   | Миссия невыполнима: Племя изгоев               | Mission: Impossible — Rogue Nation        | Итан Хант                          |
| 2016 | ф   | Джек Ричер 2: Никогда не возвращайся           | Jack Reacher: Never Go Back               | Джек Ричер                         |
| 2017 | ф   | Мумия                                          | The Mummy                                 | Ник Мортон                         |
| 2017 | ф   | Сделано в Америке                              | American Made                             | Барри Сил                          |
| 2018 | ф   | Миссия невыполнима: Последствия                | Mission: Impossible – Fallout             | Итан Хант                          |
| 2022 | ф   | Топ Ган: Мэверик                               | Top Gun: Maverick                         | Питер «Мэверик» Митчелл, капитан   |
| 2023 | ф   | Миссия невыполнима: Смертельная расплата       | Mission: Impossible – Dead Reckoning      | Итан Хант                          |
| 2025 | ф   | Миссия невыполнима: Финальная расплата         | Mission: Impossible – The Final Reckoning | Итан Хант                          |
| 2026 | ф   | Безымянный фильм Алехандро Гонсалеса Иньярриту | Оригинальное название неизвестно          |                                    |
|      | ф   | Топ Ган 3                                      | Top Gun 3                                 | Питер «Мэверик» Митчелл, капитан   |
|      | ф   | Сквозь строй                                   | The Gauntlet                              |                                    |

### Режиссёрские работы
- 1993 — 1995 — Падшие ангелы / Fallen Angels

## Награды и номинации

### Награды

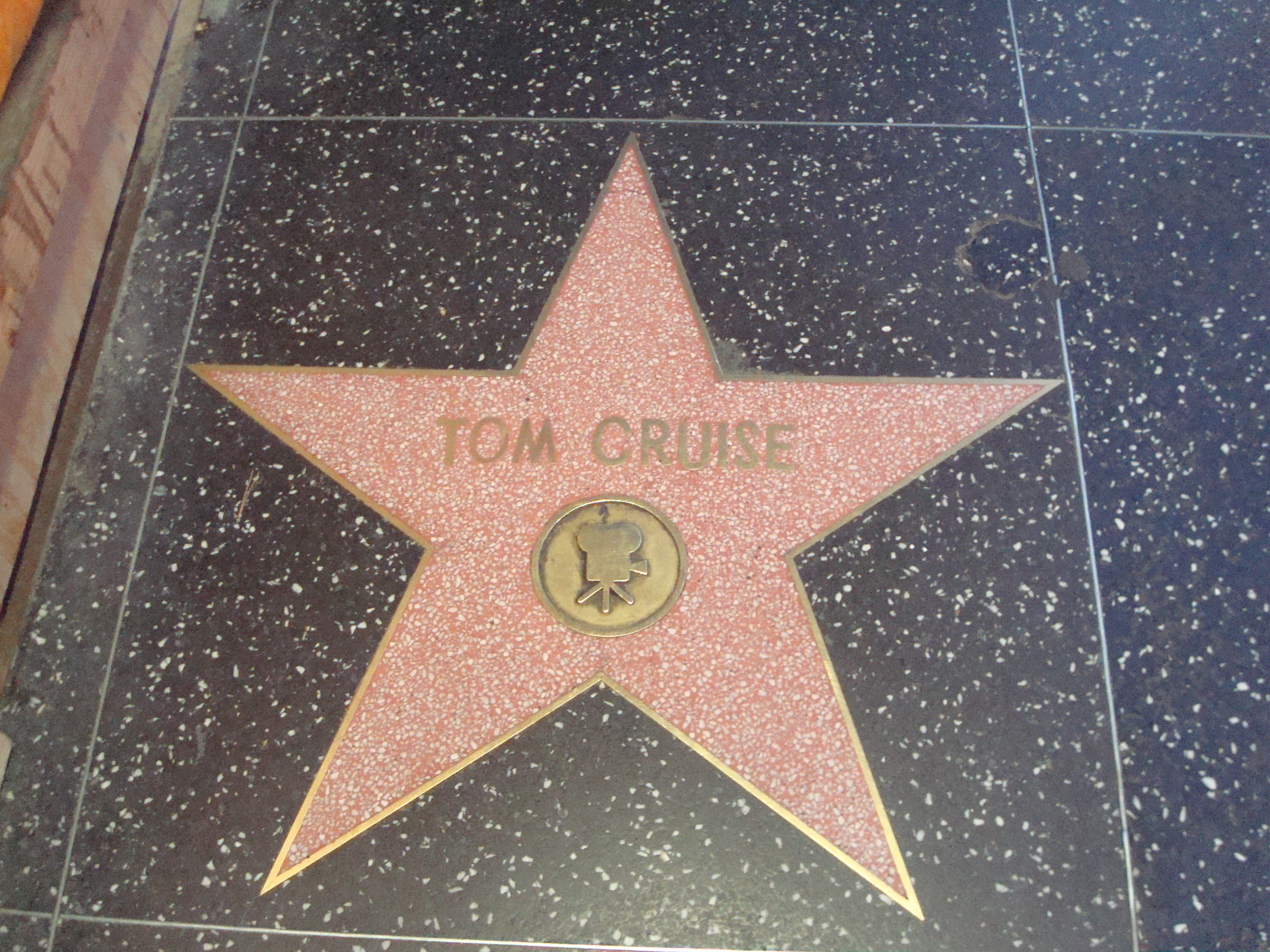
Звезда Тома Круза на голливудской «Аллее славы»

- 2024 — Кавалер ордена искусств и литературы (Франция)[81]

- «Каннский кинофестиваль»
  - 2022 — Почетная пальмовая ветвь
- Премия «Золотая малина»
  - 2018 — Худший актёр, за фильм «Мумия»[82]
- Премия «Золотой глобус»
  - 2000 — Лучшая мужская роль второго плана, за фильм «Магнолия»
  - 1997 — Лучшая мужская роль (комедия или мюзикл), за фильм «Джерри Магуайер»
  - 1990 — Лучшая мужская роль (драма), за фильм «Рождённый четвёртого июля»

### Номинации
- Премия «Оскар»
  - 2023 — Лучший фильм (совместно с Джерри Брукхаймером, Кристофером Маккуорри, Дэвидом Эллисоном)
  - 2000 — Лучшая мужская роль второго плана, за фильм «Магнолия»
  - 1997 — Лучшая мужская роль, за фильм «Джерри Магуайер»
  - 1990 — Лучшая мужская роль, за фильм «Рождённый четвёртого июля»
- Премия «Золотой глобус»
  - 2009 — Лучшая мужская роль второго плана, за фильм «Солдаты неудачи»
  - 2004 — Лучшая мужская роль (драма), за фильм «Последний самурай»
  - 1993 — Лучшая мужская роль (драма), за фильм «Несколько хороших парней»
  - 1984 — Лучшая мужская роль (комедия или мюзикл), за фильм «Рискованный бизнес»
- Премия Британской киноакадемии
  - 1991 — Лучшая мужская роль, за фильм «Рождённый четвёртого июля»